# اقتصاد فنزويلا
يرتكز اقتصاد فنزويلا بشكل كبير على البترول والقطاعات الصناعية، وكان في حالة انهيار اقتصادي كلي منذ منتصف العقد الثاني للقرن الحادي والعشرين. في عام 2014، وصل إجمالي التجارة الحرة إلى 48.1% من إجمالي الناتج المحلي للبلد. شكلت الصادرات 16.7% من إجمالي الناتج المحلي وشكلت منتجات البترول نحو 95% من تلك الصادرات. تُعتبر فنزويلا سادس أكبر عضو في منظمة الدول المصدرة للنفط (أوبك). منذ عشرينيات القرن العشرين وفنزويلا دولة ريعية تقدم النفط بكونه صادرها الرئيس. من خمسينيات القرن العشرين حتى ثمانينياته، مر الاقتصاد الفنزويلي بنمو ثابت اجتذب العديد من المهاجرين، وتمتعت الأمة بأعلى مستوى معيشة في أمريكا اللاتينية. خلال انهيار أسعار النفط في ثمانينيات القرن العشرين، تقلص الاقتصاد، وبدأت العملة تفقد قيمتها بشكل مستمر، وارتفع التضخم ليصل ذروات بلغت 84% في عام 1989 و99% في عام 1996، وذلك قبل ثلاث سنوات من استلام هوغو شافيز لمنصبه. عانت الأمة من تضخم مفرط منذ 2015 تجاوز بشكل كبير انهيار سعر النفط في تسعينيات القرن العشرين.
تصنع فنزويلا منتجات الصناعات الثقيلة مثل الصلب والألمنيوم والإسمنت وتصدرها. يتركز الإنتاج حول سيوداد غوايانا، بالقرب من سد غوري الذي يعتبر واحدًا من أكبر السدود في العالم، ويولد نحو ثلاثة أرباع الطاقة الكهربائية في فنزويلا. تشمل الصناعات التحويلية البارزة الأخرى الإلكترونيات والسيارات بالإضافة إلى المشروبات والطعام. تشكل الزراعة في فنزويلا تقريبًا 4.7% من إجمالي الناتج المحلي، و7.3% من القوة العاملة، وعلى الأقل ربع مساحة أرض فنزويلا. تصدر فنزويلا الأرز والذرة والسمك والفواكه الاستوائية والقهوة ولحم الخنزير ولحم البقر. لا يعتبر البلد مكتفيًا ذاتيًا في معظم مناطق الزراعة.
على الرغم من العلاقات المتوترة بين البلدين، كانت الولايات المتحدة الشريك التجاري الأهم لفنزويلا. تضمنت الصادرات الأمريكية إلى فنزويلا الآلات والمنتجات الزراعية والأدوات الطبية والسيارات. تُعتبر فنزويلا واحدة من أعلى أربع مزودين للنفط الأجنبي إلى الولايات المتحدة. هناك نحو 500 شركة أمريكية ممثلة في فنزويلا. وفقًا للبنك المركزي الفنزويلي، تلقت الحكومة بين عامي1998 و2008 نحو 325 مليار دولار أمريكي من خلال إنتاج النفط والصادرات عمومًا. وفقًا لوكالة الطاقة الدولية (اعتبارًا من أغسطس 2015)، قدم الإنتاج البالغ 2.4 مليون برميل يوميًا 500 ألف برميل للولايات المتحدة.
بما أن الثورة البوليفارية قد فككت جزئيًا شركة النفط الوطنية الفنزويلية (التي تُعتبر شركة نفط عملاقة) في عام 2002 من خلال إطلاق معظم رأس مالها البشري المؤلف من 20 ألف مهني متمرد وفرضت ضوابط نقدية صارمة في محاولة لمنع هرب رأس المال، فقد كان هناك هبوط ثابت في إنتاج النفط والصادرات، وسلسلة من الانخفاضات الشديدة في قيمة العملة، وتزعزع الاقتصاد. ولحد الآن، نتج عن ضبط الأسعار ونزع ملكية العديد من الأراضي الزراعية والصناعات المتنوعة، بالإضافة إلى سياسات حكومية تشكيكية تشمل تجميدًا شبه كامل لأي وصول للنقد الأجنبي بأسعار صرف معقولة «رسمية»، حالاتُ نقص شديدة في فنزويلا وارتفاعات كبيرة في أسعار كل البضائع الشائعة، ويشمل الأمر الطعام، والماء، والمنتجات المنزلية، وقطع الغيار، والأدوات، والتجهيزات الطبية؛ فأجبر الأمر العديد من المصنعين إما على خفض الإنتاج أو الإغلاق، وترك العديد منهم البلد في النهاية مثلما كانت حالة العديد من الشركات التكنولوجية ومعظم مصنعي السيارات. في عام 2015، تجاوز التضخم في فنزويلا نسبة 100%، وهي النسبة الأعلى عالميًا والأعلى في تاريخ البلد في ذاك الوقت. وفقًا للموارد المستقلة، زاد المعدل إلى حد 80,000% في نهاية عام 2018، مع تصاعد فنزويلا إلى التضخم المفرط، بينما كان معدل الفقر نحو 90% من التعداد السكاني. في الرابع عشر من نوفمبر عام 2017، أعلنت وكالة التصنيف الائتماني أن فنزويلا كانت في حالة تخلف عن سداد دفعات ديونها، وصنّفت ستاندرد آند بورز فنزويلا على أنها في حالة «تخلف انتقائي عن الدفع».

## نبذة تاريخية
أبحر كريستوفر كولومبوس على طول الساحل الشرقي لفنزويلا في رحلته البحرية الثالثة في عام 1498، وهي الرحلة الوحيدة بين رحلاته البحرية الأربع التي وصل فيها إلى البر الرئيسي لأمريكا الجنوبية. اكتشفت هذه الحملة ما يُسمى «جزر اللؤلؤ» في كوباغوا ومارغريتا قبالة الساحل الشمالي الشرقي لفنزويلا. ولاحقًا خلال عام 1499، عادت البعثات الإسبانية لاستثمار المحار الغني باللؤلؤ في هذه الجزر، واستعباد السكان الأصليين في الجزر، وحصاد اللؤلؤ بشكل غزير. أصبحت واحدة من الموارد الأكثر قيمة في الإمبراطورية الإسبانية الأولى في الأمريكتين بين عامي 1508 و1531، وهو الوقت الذي تعرض فيه السكان الأصليون المحليون ومحار اللؤلؤ للخراب. بدأ الاستعمار الإسباني للبر الرئيس في عام 1502. أسست إسبانيا أول مستوطنة دائمة في أمريكا الجنوبية في المكان الذي أصبح يعرف باسم مدينة كومانا. في ذلك الوقت، عاش السكان الأصليون بشكل أساسي في مجموعات باعتبارهم مزارعين وصيادين؛ على طول الساحل، وفي سلسلة جبال الأنديز، وعلى طول نهر أورينوكو.
كانت كلاين فينديغ (فينيسيا الصغرى) الجزء الأبرز من المستعمرة الألمانية في الأمريكتين، من عام 1528 وحتى عام 1546، وحصلت فيها عائلة ويلسر البنكية في أوغسبورغ على الحقوق الاستعمارية في مقاطعة فنزويلا، وذلك مقابل الديون المستحقة على شارل الأول ملك إسبانيا. كان الدافع في المقام الأول هو البحث عن مدينة إل دورادو الذهبية الأسطورية. ارتكز المشروع في سانتا آنا دي كورو، وكان في بادئ الأمر بقيادة أمبروسيوس إيهينغر الذي أسس ماراكايبو في عام 1529. بعد وفاة أول إيهينجر (1533) ثم خليفته نكولاس فيديرمان، استمر جورج فون سبير (1540) وفيليب فون هوتين باستكشاف الداخل، وخلال غيابه عن عاصمة المقاطعة، طالب التاج الإسباني بحق تعيين الحاكم. عند عودة هوتين إلى العاصمة في عام 1546، أعدم الحاكم الإسباني خوان دي كارفاغال كلًا من هوتين وبارثولوموس وِيلسر في إل توكيو. وبعد ذلك، ألغى شارل الأول ميثاق ويلسر.
بحلول منتصف القرن السادس عشر، لم يكن هناك أكثر من 2000 أوروبي يعيشون في المنطقة التي أصبحت فنزويلا. أدى افتتاح مناجم الذهب في سان فيليب دي بوريا إلى دخول العبودية، وشمل الأمر في البداية السكان الأصليين ثم الأفارقة المستوردين. شجع هذا الأمر تأسيس مدينة نويفا سيغوفيا دي باركيسيمستو، في فالينسيا وبورباتا. أدى اكتشاف مناجم الذهب عام 1559 في لوس تيكيس وباروتا إلى تأسيس كاراكاس ولا غويرا. شمل النجاح الاقتصادي الحقيقي الأول للمستعمرة تربية المواشي والتبغ، وساعدت السهول العشبية المعروفة باسم سهول اللانوس على ذلك كثيرًا. نتج عن ذلك مجتمع مكون من حفنة من مالكي الأراضي الإسبان ورعاة الماشية الأصليين المنتشرين على نطاق واسع على الخيول التي أدخلها الإسبان، ودعا هذا المجتمع إلى الإقطاعية البدائية، وكان ذلك بالتأكيد مفهومًا قويًا في المخيلة الإسبانية للقرن السادس عشر التي (ربما بشكل أكثر إثمارًا) حملت مقارنة من الناحية الاقتصادي مع أراضي الملكية الخاصة في العصر القديم.
في عام 1564، كان القراصنة البريطانيون أول من اشترك في تجارة العبيد الأطلنطية في فنزويلا. أجبر فيلقٌ قاده جون هوكينز وابن عمه الثاني فرانسيس دريك مستوطني بوربوراتا على شراء حمولته من البضائع والعبيد الأفارقة.
أجرى أنطونيو دي بيرو، الحاكم الإسباني لترينيداد، أربع بعثات استكشافية فاشلة بحثًا عن إل دورادو.